# تیراندازی در المپیک تابستانی ۱۹۲۴
تیراندازی در بازی‌های المپیک تابستانی ۱۹۲۴ نام رویداد ورزش تیراندازی در بازی‌های المپیک تابستانی بود که در سال ۱۹۲۴ برگزار شد. این مسابقات از ده بخش تشکیل شده بود که در پاریس برگزار شد.

## جدول مدال‌ها
| رتبه | کشور                      | طلا | نقره | برنز | مجموع |
| ۱    | ایالات متحده آمریکا (USA) | ۵   | ۲    | ۲    | ۹     |
| ۲    | نروژ (NOR)                | ۲   | ۱    | ۱    | ۴     |
| ۳    | بریتانیای کبیر (GBR)      | ۱   | ۲    | ۰    | ۳     |
| ۴    | فرانسه (FRA)              | ۱   | ۱    | ۰    | ۲     |
| ۵    | مجارستان (HUN)            | ۱   | ۰    | ۰    | ۱     |
| ۶    | سوئد (SWE)                | ۰   | ۲    | ۲    | ۴     |
| ۷    | فنلاند (FIN)              | ۰   | ۱    | ۲    | ۳     |
| ۸    | کانادا (CAN)              | ۰   | ۱    | ۰    | ۱     |
| ۹    | دانمارک (DEN)             | ۰   | ۰    | ۱    | ۱     |
| ۹    | هائیتی (HAI)              | ۰   | ۰    | ۱    | ۱     |
| ۹    | سوئیس (SUI)               | ۰   | ۰    | ۱    | ۱     |

## کشورهای شرکت کننده
در این مسابقات، ۲۵۸ ورزشکار از ۲۷ کشور به رقابت با یک دیگر پرداختند.
- آرژانتین (۸)
- اتریش (۶)
- بلژیک (۱۴)
- برزیل (۱)
- کانادا (۶)
- چکسلواکی (۱۸)
- دانمارک (۷)
- مصر (۱)
- فنلاند (۱۵)
- فرانسه (۲۲)
- بریتانیای کبیر (۲۲)
- یونان (۷)
- هائیتی (۵)
- مجارستان (۷)
- ایتالیا (۱۴)
- مکزیک (۲)
- موناکو (۴)
- هلند (۱۱)
- نروژ (۱۳)
- لهستان (۷)
- پرتغال (۸)
- رومانی (۵)
- آفریقای جنوبی (۷)
- اسپانیا (۱)
- سوئد (۱۹)
- سوئیس (۷)
- ایالات متحده آمریکا (۲۱)